# Helastia semisignata
Helastia semisignata là một loài bướm đêm trong họ Geometridae.